# Микрокоми (дем Бешичко езеро)
Микрокоми или Гюлджук махала (гръцки: Μικροκώμη, катаревуса, Φιλαδέλφιον, Филаделфион, до 1927 Γκιολτζούκ Μαχαλάδες, Гюлдзук махаладес) е село в Гърция, част от дем Бешичко езеро (Волви) в област Централна Македония със 73 жители (2001).

## География
Микрокоми е разположено между Лъгадинското и Бешичкото езеро.

## История

### В Османската империя
В XIX век Гюлджук махала е турско село в Лъгадинска каза на Османската империя. Към 1900 година според статистиката на Васил Кънчов („Македония. Етнография и статистика“) в Гюлчукъ живеят 170 жители турци.

### В Гърция
След Междусъюзническата война в 1913 година Гюлджук махала попада в Гърция. В 1913 година селото (Γιουλτζούκ Μαχαλάδες) има 316 жители.
През 20-те години турското население на селото се изселва и на негово място са настанени гърци бежанци. Според преброяването от 1928 година Гюлджук махала е чисто бежанско село с 28 бежански семейства, със 101 души.
В 1927 година селото е прекръстено на Микрокоми, в превод Малко село.